# La Fille du capitaine (film, 1947)
Pour les articles homonymes, voir La Fille du capitaine (homonymie).
Pour plus de détails, voir Fiche technique et Distribution.
La Fille du capitaine (titre original : La figlia del capitano) est un film italien réalisé par Mario Camerini, sorti en 1947.

## Synopsis
En Russie, sous le règne de Catherine II, le jeune porte-drapeau Piotr, à la suite d'un manque de responsabilité, est envoyé en punition par son père, un ancien général, dans un fort isolé de la steppe sibérienne. En chemin, avec son compagnon Savelich, il sauve d'une mort certaine un cosaque qui a échappé à une avalanche de neige. Lorsqu'il atteint sa destination, il est accueilli dans la maison du capitaine Minorov est attiré par la belle Masha, la fille du capitaine, qui reçoit également l'attention non réciproque du jeune officier Svabrin.
Ils se fiancent mais leur harmonie est interrompue par l'assaut du fort par les hordes rebelles cosaques dirigées par Emiliano Pugacioff, qui se fait passer pour le tsar Pierre III en raison de sa forte ressemblance avec le souverain. Après avoir conquis le fort, Pugacioff fait pendre tous ceux qui ne décident pas de le rejoindre. Svabrin jure allégeance à l'homme mais Piotr refuse et est mis à la potence. Quelques instants avant l'exécution, Savelich reconnaît dans le chef féroce l'homme qu'ils ont sauvé quelques mois plus tôt. Pugacioff offre sa gratitude aux deux hommes en les sauvant de la pendaison. Plus tard, le fort est attaqué par les troupes impériales qui le reprennent.
Pendant ce temps, Piotr et Svabrin se livrent à un combat à l'épée au cours duquel Svabrin est mortellement blessé mais non sans avoir accusé Piotr de s'être vendu aux rebelles en présence des troupes. Piotr est alors condamné à mort. Désespérée, Masha a essayé de dire à l'impératrice Catherine la vérité des faits mais elle est restée presque inflexible. Peu avant la condamnation à mort, la Tsarine se rend au donjon pour voir Pogacheff afin d'apprendre la vérité sur le jeune homme, qui affirme que Piotr ne l'a jamais trahie. Catherine accorde le pardon au fidèle Piotr, qui peut ainsi retrouver sa bien-aimée Masha.

## Fiche technique
- Titre : La Fille du capitaine
- Titre original : La figlia del capitano
- Réalisation : Mario Camerini
- Scénario : Mario Camerini, Mario Monicelli, Carlo Musso, Ivo Perilli et Steno d'après La Fille du capitaine d'Alexandre Pouchkine
- Musique : Fernando Previtali
- Photographie : Aldo Tonti
- Montage : Mario Camerini
- Producteur : Luigi Rovere, Dino De Laurentiis
- Société de production : Lux Film et R.D.L.
- Société de distribution : Lux Film (Italie), I.F.E. Releasing Corporation (États-Unis)
- Pays de production :  Italie
- Genre : Aventure
- Durée : 102 minutes
- Date de sortie : 
  - Italie : 8 octobre 1947
- Affiche : Duccio Marvasi (France)

## Distribution
- Irasema Dilián : Maria Ivanovna « Mascia » Mironova
- Amedeo Nazzari : Pugaciov, le tsar Pierre III
- Vittorio Gassman : Svabrin
- Cesare Danova : Piotr Andrejevich Grinev
- Aldo Silvani : le capitaine Ivan Mironov, le père de Mascia
- Ave Ninchi : Mme. Mironova, la mère de Mascia
- Ernesto Almirante : Savelich
- Olga Solbelli : L'impératrice Catherine II
- Carlo Ninchi : Zurin
- Laura Gore : Palaska
- Gualtiero Tumiati : Andrej Grinev, le père de Piotr

## Autour du film
- Le film a été présenté en sélection officielle en compétition au Festival de Cannes 1947[1].